# Clapham Rovers
Die Clapham Rovers aus London waren seit ihrer Gründung 1869 einer der führenden Sportvereine in England. Der Verein war vor allem in den Sparten Fußball und Rugby stark aufgestellt. Der Verein war in der zweiten Hälfte des 19. Jahrhunderts bekannt und spielte in Clapham Common, Tooting Commons und Wandsworth Common.

## Geschichte
Am 10. August 1869 arrangierte W. E. Rawlinson ein Treffen, das in der Gründung eines Rugby- und Fußballvereins resultierte. 

### Fußball
Bereits am ersten FA Cup 1872 nahmen die Rovers teil. Es war Jarvis Kenrick, der das erste Rovers-Tor im FA Cup schoss: am 11. November 1871. Einen Platz in den Geschichtsbüchern sicherten sich die Rovers durch den Gewinn des FA Cups in der Saison 1879/80 mit einem 1:0 über Oxford University AFC im Kennington Oval. Die Siegesmannschaft bestand aus: Reginald Birkett, Robert Ogilvie, Edgar Field, Vincent Weston, Norman Bailey, Arthur J. Stanley, Harold Brougham, Francis Sparks, Felix Barry, Edward Ram und Clopton Lloyd-Jones. Lloyd-Jones schoss das entscheidende Tor.
Bereits im FA Cup 1878/79 hatten die Rovers das FA-Cup-Finale erreicht, verloren dieses jedoch gegen Old Etonians mit 0:1. Clapham Rovers' James Prinsep hielt bis 2004 den Rekord als jüngster Spieler, der je ein FA-Cup-Finale gespielt hatte. Er wurde dann von Millwalls Curtis Weston gebrochen.
Die Clapham Rovers gehörten auch zu den zehn Gründungsvereinen der Surrey County Football Association im Jahr 1877.

### Rugby
Zwischen 1870 und 1881 spielten die Rovers 151 Rugbyspiele und gewannen davon 80, verloren 30 und erreichten in 41 ein Unentschieden. 

### Auflösung
Das Datum der Auflösung des Clubs ist unbekannt. Am Turnier um den FA Cup 1885/86 nahm man noch teil. Norman Bailey spielte sein letztes Länderspiel am 19. März 1887, wo er immer noch als Spieler der Rovers geführt wurde. Der Club spielte auch noch 1892 in Wandsworth. Am 1. Januar 1898 schrieb die Times, dass die Old Carthusians gegen Clapham Rovers im Crystal Palace spielen würden.
Der Club existierte bis mindestens 1914. In der Westminster Gazette erschien ein Artikel über das jährliche Dinner des Clubs.

## Nationalspieler

### Fußball
Acht Clapham-Rovers-Spieler liefen zwischen 1874 und 1887 für England auf:
- Norman Bailey (19 Einsätze)
- Reginald Birkett (1 Einsatz)
- Walter Buchanan (1 Einsatz)
- Edgar Field (2 Einsätze)
- Richard Geaves (1 Einsatz)
- Robert Ogilvie (1 Einsatz)
- James F. M. Prinsep (1 Einsatz)
- Francis Sparks (2 Einsätze)

Folgende Spieler repräsentierten England in den Spielen zwischen England und Schottland (1870–1872):
- T. S. Baker (1 Einsatz)
- Jarvis Kenrick (1 Einsatz)
- Alexander Nash (1 Einsatz)
- Robert Sandilands Frowd Walker (3 Einsätze, 4 Tore)

### Rugby
- Reg Birkett (erster Einsatz 1871)
- Henry Bryden (erster Einsatz 1874)
- Louis Birkett (erster Einsatz 1875)
- C. C. Bryden (erster Einsatz 1875)